# Berrocal
Berrocal er en by og kommune i det sydvestlige Spanien i provinsen Huelva. Den har et indbyggertal på 288 (2024) indbyggere.